# Ромоло Полаккіні
Ромоло Полаккіні (італ. Romolo Polacchini, 20 травня 1897, Ла-Спеція — 16 жовтня 1968, Венеція) — італійський адмірал та партизан, учасник Першої та Другої світових воєн.

## Біографія
Ромоло Полаккіні народився 20 травня 1897 року в Ла-Спеції. У 1911 році вступив до Військово-морської академії в Ліворно, яку закінчив у 1915 році у званні гардемарина. Ніс службу на крейсері «Етна».

### Перша світова війна
Під час Першої світової війни ніс службу на борту лінкорів «Данте Аліг'єрі» та «Андреа Доріа». У 1918 році отримав звання молодшого лейтенанта. Був помічником капітана підводного човна «H 3».
Протягом 1924-1927 років Ромоло Полаккіні командував підводними човнами «N 5» (1924), «N 1» (1924), «N 6» (1925), «N 2» (1925), «F 19» (1925), «F 7» (1926), «X 2» (1926-1927), після чого командував підводним човном «H 1».

### Міжвоєнний період
У 1927 році Ромоло Полаккіні отримав звання капітана III рангу. З 10 лютого 1929 року по 24 травня 1930 року командував підводним човном «Тіто Спері»,  потім підводним човном «Аргонаута». У 1932 році отримав звання капітана II рангу. Ніс службу у Військово-морському департаменті в Таранто, потім був начальником штабу на крейсерах «Альберто ді Джуссано» і у 1933 році - «Джованні делле Банде Нере».
Потім командував дивізіоном підводних човнів в Таранто, в який входили «Аргонаута», «Отаріа», «Де Женей» і «Санторре Сантароза». На борту двох останніх брав участь в операціях італійського флоту під час громадянської війни в Іспанії.
Наприкінці 1936 року  отримав звання капітана I рангу і у 1937 році був призначений командувачем військово-морської бази у Венеції.

### Друга світова війна
У 1940 році Ромоло Полаккінібув призначений командиром крейсера «Луїджі Кадорна». На його борту брав участь в бою біля Калабрії, за що був нагороджений Хрестом «За військову доблесть». Незабаром після битви він був переведений в Бріндізі, де очолив службу постачання в Албанію під час італо-грецької війни. Далі був призначений командувачем школи підводних човнів в Полі.
15 квітня 1941 року Ромоло Полаккіні був призначений начальником штабу бази італійських підводних сил в Атлантиці в Бордо (BETASOM) замість Альдо Коккіа. 18 вересня того ж року призначений командувачем «BETASOM», замінивши на цій посаді адмірала Анджело Парону. За діяльність на цій посаді він був нагороджений Савойським військовим орденом, а також орденом Залізного Хреста II та I класів.
Проте, після демонстративного скепсису щодо нібито потоплення двох американських лінійних кораблів командиром Енцо Гроссі, який командував підводним човном «Агостіно Барбаріго», що принесло йому дві золоті медалі за військову доблесть і підвищення в званні, 29 грудня 1942 року командувачем «BETASOM» був призначений саме Гроссі, а Ромоло Полаккіні у січні 1943 року був відправлений до Палермо, де був призначений командувачем бази матеріально-технічного забезпечення. Він брав активну участь в Туніській кампанії, організовуючи конвої постачання для італійських військ, задіяних у цьому секторі. За цю діяльність був нагороджений Срібною медаллю «За військову доблесть».
Згодом був призначений командувачем військово-морської бали в Ліворно. Після капітуляції Італії 8 вересня 1943 року  опинився на території, контрольованій німцями. Переховувався у своїх друзів, і у січні 1944 року зумів дістатись до Венеції, де перебувала його сім'я. У травні того ж року, щоб уникнути депортації в Німеччину, формально оголосив про співпрацю з Італійською соціальною республікою, але в той же час почав співпрацю з Комітетом національного визволення. 8 серпня був заарештований фашистами, проте звинувачення не були доведені. Перебував у тюрмі протягом п'яти місяців, допоки не був звільнений завдяки заступництву кардинала Джованні Урбані, із зобов'язанням відмічатись кожного вечора в квестурі.
Після закінчення війни 6 травня 1945 року знову очолив командування військово-морськими структурами у Венеції. 20 травня 1946 року вийшов у запас, 5 травня того ж року отримав звання дивізійного адмірала.
19 лютого 1950 року через хворобу легенів, набуту під час ув'язнення, змушений був залишити військову службу. 27 червня 1958 року отримав звання адмірала ескадри. Помер 16 жовтня 1968 року у Венеції.

## Нагороди

### Італійські
- Кавалер Савойського військового ордена
- Срібна медаль «За військову доблесть»
- Хрест «За військову доблесть» (нагороджений двічі)
- Хрест «За військові заслуги» (нагороджений 5 разів)
- Кавалер Ордена Корони Італії
- Офіцер Ордена Корони Італії
- Командор Ордена Корони Італії
- Великий офіцер Ордена Корони Італії
- Кавалер Ордена Святих Маврикія та Лазаря
- Орден Вітторіо Венето
- Пам'ятна медаль італійсько-турецької війни 1911—1912
- Пам'ятна медаль Італо-австрійської війни 1915—1918 з чотирма зірками
- Медаль Перемоги
- Пам'ятна медаль визвольної війни
- Маврикіанська медаль заслуг за 10 п'ятиліть бездоганною військової кар'єри
- Золотий хрест за вислугу років (40 років)
- Медаль за 20 років судноводіння

### Іноземні
- Офіцер Ордена Ісмаїла (Єгипетське королівство')
- Залізний хрест 1 класу (Третій Рейх)
- Залізний хрест 2 класу (Третій Рейх)
- Червоний хрест Ордена військових заслуг (Іспанія)
- Медаль «За Іспанську кампанію» (Іспанія)